# Euphorbieae
Euphorbieae és una tribu de plantes de la família de les Euphorbiaceae. Comprèn 3 subtribus i 6 gèneres.
Subtribu Anthosteminae
Anthostema
Dichostemma
Subtribu Euphorbiinae
Cubanthus
Euphorbia
Subtribu Neoguillauminiinae
Calycopeplus
Neoguillauminia